# Yusuf Abu Rayya
Yusuf Abu Rayya, född 1955 i Hihya i Nildeltat, död den 12 januari 2009, var en egyptisk författare. Han utbildade sig till journalist vid Kairos universitet, men började senare skriva skönlitterärt. Hans första novellsamling, Al Duha Al-‘Ali, gavs ut 1985. För romanen Lailat ‘Ors (översatt till engelska som Wedding Night) tilldelades han Naguib Mahfouz Medal for Literature 2005. Förutom flera romaner och novellsamlingar gav han också ut barnböcker.
Abu Rayya avled i levercancer den 12 januari 2009.

## Fotnoter
1. ↑  Bibliothèque nationale de France, BnF Catalogue général : öppen dataplattform, id-nummer i Frankrikes nationalbiblioteks katalog: 15052879v, läst: 25 mars 2017.[källa från Wikidata]
2. ↑  läs online, aucpress.com , läst: 8 april 2024.[källa från Wikidata]